# Club Social y Deportivo R.I. 3 Corrales
El Club Social y Deportivo R.I. 3 Corrales es un club de fútbol de Paraguay que milita en la Tercera División de Paraguay, específicamente en la Primera B Nacional. Está situado en la ciudad capital del departamento de Alto Paraná, Ciudad del Este . Fue fundado el 29 de septiembre de 1980.

## Historia
Creado en el barrio Santa Ana en septiembre de 1980, el R.I. 3 Corrales empezó a competir en la Liga Deportiva Paranaense donde es destacado como el equipo que más veces ganó el torneo de esta liga, conquistandola 7 veces, el primer título fue en 2001, volviendo a campeonar por seis temporadas consecutivas desde 2011 a 2016.
Participó de la Primera División B Nacional (Tercera División) desde el año 2015, quedando en segundo lugar en los campeonatos del 2016 y 2017, tras perder la final contra 22 de Septiembre y 2 de Mayo respectivamente. El campeonato del 2017 otorgaba al subcampeón el derecho de disputar el repechaje por el ascenso contra el club Colegiales, subcampeón de la Primera División B, así tras ganar el partido de ida y perder el de vuelta, al ganar por 4 -2 desde los penales logró finalmente su ascenso a la Segunda División.
En la temporada 2018 en su primera incursión en la División Intermedia el club tuvo altibajos, en la primera parte del campeonato luchaba por salir de la zona de descenso, a mitad del campeonato luchaba en la parte alta de la tabla, finalmente en la última parte del campeonato luchó de nuevo por la permanencia, objetivo que logró recién la última fecha del campeonato, culminando en el puesto 11 de entre 16 clubes. Como equipo de la División Intermedia participó directamente en la Copa Paraguay 2018, competencia en la cual llegó hasta la segunda fase en donde cayó eliminado ante el club Sol de América de la Primera División, en primera fase había superado al Athletic de Encarnación (representante de la UFI).

## Estadio
Su estadio cuenta con una capacidad de 3.000 espectadores y recibe su nombre en honor al General Eduardo Torreani Viera, un destacado militar y táctico paraguayo que dirigió al valiente Regimiento de Infantería Nº3 "Corrales" durante la Guerra del Chaco.También es llamado popularmente como el Estadio del R.I.3 Corrales o "El Cuartel" por el nombre del club y su origen que proviene de un contexto militar.

## Palmarés

### Torneos nacionales
- Tercera División:
  - Subcampeón (2): 2016 y 2017.

### Torneos regionales
- Liga Deportiva Paranaense (7): 2001, 2011, 2012, 2013, 2014, 2015 y 2016.